# Boissy-l'Aillerie
 Boissy-l'Aillerie  es una población y comuna francesa, en la región de Isla de Francia, departamento de Valle del Oise, en el distrito de Pontoise y cantón de Cergy-Nord.

## Demografía
| 889 | 991 | 1091 | 1237 | 1659 | 1668 |
| Para los censos de 1962 a 1999 la población legal corresponde a la población sin duplicidades (Fuente: INSEE [Consultar]) |     |      |      |      |      |